# Longhua
Longhua léase:Long-Juá (en chino:龙华区, pinyin:Lónghuá Qū, lit: dragón chino) es un distrito bajo la administración directa de la ciudad de Shenzhen, Provincia de Cantón, al sur de la República Popular China. El distrito se conformó el 7 de enero de 2017 en el corazón geográfico y el eje central del desarrollo urbano. Su área netamente urbana es de 175 km² y su población para 2016 fue de 1,54 millones de habitantes.

## Administración
El distrito de Longhua se divide en 6 subdistritos;
- Subdistrito Longhua
- Subdistrito Minzhi
- Subdistrito Dalang
- Subdistrito Guanlan
- Subdistrito Fucheng
- Subdistrito Guanhu